# João, Conde de Angolema
João de Orleães, Conde de Angoulême (26 de junho de 1399 - 30 de abril de 1467), era o sétimo dos oito filhos de Luís, duque de Orleães, irmão do rei Carlos VI da França, e de Valentina Visconti, filha de João Galeácio Visconti, duque de Milão. Seu pai foi assassinado em 1407 por influência de João, o Destemido, duque da Borgonha, depois de uma longa e amarga disputa entre ambos.
Em novembro de 1412, João foi mandado para a Inglaterra por seu irmão, Carlos, agora duque de Orleães, como refém na custódia de Tomás, duque de Clarence, por causa de uma dívida contraída em nome dos irmãos por seu tio João, duque de Berry, para levantar fundos para sua guerra contra o duque da Borgonha. João permaneceria em custódia na Inglaterra até 1445. Seu irmão Carlos foi capturado em Azincourt em 1415 e mantido na Inglaterra até 1440. Não se sabe ao certo se os dois irmãos passaram algum tempo juntos na Inglaterra. Eles não foram esquecidos na França e, em 1431, Joana d'Arc declarou em seu julgamento eram "amados por Deus". Em 1434, após o Concílio de Basiléia, a João foi oferecido o papado, mas ele o recusou.
Depois de sua libertação, João esteve presente em Nancy, capital da Lorena, em 26 de abril de 1445, para as celebrações do futuro casamento de Margarida, filha de Renato, Duque de Anjou, com Henrique VI da Inglaterra.
João participou da campanha do rei Carlos VII para expulsar os ingleses da Aquitânia, que terminou na vitória francesa na Batalha de Castillon em 17 de julho de 1454, a última batalha da Guerra dos Cem Anos.
Retirando-se para seu feudo em Angoumois, João se dedicou particularmente em reformar seu sitema administrativo e social. Ele morreu em seu Castelo de Cognac em Angoumois, aos 62 anos. Seu corpo foi sepultado na Catedral de Angoulême. Em 1562, a catedral foi saqueada por protestantes e os restos de João foram jogados para fora de seu túmulo e espalhados. Os cônegos da catedral os recolheram e, na restauração da catedral em 1634, eles os ressepultaram.

## Casamento e descendência
Em 31 de agosto de 1449, João casou com Margarida de Rohan, filha de Alano IX, visconde de Rohan, e de Margarida da Bretanha. E eles tiveram três filhos:
- Luís (1450-1453);
- Carlos (1459-1496), pai do rei Francisco I da França;[1][2][3]
- Joana (1462-1520), casada com Carlos Francisco de Coetivy, conde de Taillebourg.